# Imigração portuguesa na Venezuela
Luso-venezuelano ou português venezuelano é um venezuelano que possui ascendência portuguesa ou um português que reside na Venezuela.
A Venezuela concentra o segundo maior contingente de portugueses na América Latina, logo atrás do Brasil, com aproximadamente meio milhão de portugueses.

## História
A afluência de emigrantes portugueses para a Venezuela inicia-se na década de 40, prolongando-se até meados dos anos 80, por diversas razões, tais como as difíceis condições socioeconómicas, a miséria e a política de emigração favorável.
De 1950 a 1969 chegaram ao território venezuelano 73 554 portugueses, dos quais 38 737 da Madeira, 17 286 do distrito de Aveiro, 7 214 do distrito do Porto e os restantes de outros distritos do país.
Num primeiro momento estes emigrantes dedicavam-se, sobretudo, à agricultura. Contudo, a partir de 1948 a grande maioria dedicou-se ao comércio – essencialmente de alimentos – e rapidamente começou a diversificar-se para a pequena e média indústria, sobretudo no setor das manufaturas.
Atualmente residem na Venezuela 53 478 pessoas nascidas em Portugal, a esmagadora maioria oriunda da Madeira. Estes imigrantes encontram-se perfeitamente integrados na sociedade venezuelana.

### Inversão do fluxo migratório
Hoje em dia regista-se um fluxo inverso, de luso-venezuelanos para Portugal, por questões relacionadas com a insegurança e instabilidade que se vive atualmente na Venezuela.